# Equilibri del sistema

El balanç dels components del sistema d'un sistema fotovoltaic, pot ser entesa com l'equilibri de la DC subsistema de generació d'energia dels panells solars (costat esquerre) amb el costat que utilitzen l'energia dels aparells AC-llar i de la xarxa de subministrament elèctric (costat dret).

L'equilibri de sistema (en anglès: Balance of System, conegut també per l'acrònim BOS) compren tots els components d'un sistema fotovoltaic amb excepció dels panells fotovoltaics. Això inclou cablejat, interruptors, un sistema de muntatge, un o diversos inversors solars, les bateries i el carregador de la bateria.
Altres components opcionals inclouen, metro ingressos grau renovable crèdit d'energia, seguidor de punt màxim de potència, (en anglès: Maximum power point tracking, MPPT), GPS seguidor solar, programari de gestió d'energia, concentradors solars, sensors d'irradiància solar, equip vent, o els accessoris de tasques específiques dissenyades per satisfer les necessitats especialitzades per a un propietari del sistema. A més, els sistemes CPV requereixen lents o miralls òptics i, de vegades, un sistema de refrigeració.
A més, gran estació d'energia fotovoltaica sobre sòl requereixen equips i instal·lacions, com ara connexions a la xarxa, instal·lacions d'oficines i de formigó. La Terra de vegades s'inclou com a part de la BOS també.